# Tòa thị chính ở Bardejov
Tòa thị chính ở Bardejov (tiếng Slovakia: Mestská radnica v Bardejov) là một tòa nhà lịch sử được xây dựng theo phong cách kiến trúc Gothic - Phục hưng, tọa lạc ở giữa Quảng trường Tòa thị chính của thị trấn Bardejov, vùng Prešov, Slovakia. Vào ngày 9 tháng 9 năm 1970, tòa thị chính này được ghi danh vào Danh sách Di tích Trung ương theo quyết định của Bộ Văn hóa Cộng hòa Slovakia. Năm 1985, theo Nghị quyết của Chủ tịch Hội đồng Quốc gia Slovakia, tòa thị chính được công nhận là di tích văn hóa quốc gia.

## Miêu tả
Tòa thị chính ở Bardejov là trụ sở của hội đồng thị trấn Bardejov, đồng thời là trung tâm kinh doanh, đời sống văn hóa xã hội của cư dân thị trấn. Nhìn từ quan điểm kiến trúc, tòa thị chính là một một bằng chứng lịch sử tiêu biểu về sự thâm nhập của các chi tiết kiến trúc và nghệ thuật thời Phục hưng vào các khái niệm kiến trúc Gothic lúc bấy giờ.

## Lịch sử
Công việc xây dựng tòa thị chính bắt đầu từ năm 1505. Căn cứ vào quyết định của hội đồng thành phố, tòa thị chính được xây dựng ở giữa Quảng trường chợ. Sau một trận hỏa hoạn xảy ra vào năm 1902, tòa thị chính đã được tu sửa trong hai năm 1904 và 1905 để trở nên phù hợp với chức năng bảo tàng, cụ thể là làm nơi tổ chức các cuộc triển lãm của một bảo tàng mới thành lập của Quận Šariš (Bảo tàng Šariš ngày nay). Lần trùng tu di tích này gần đây nhất diễn ra vào thập niên 80 và 90 của thế kỷ 20.